# فينيسيوس ماتيوس
فينيسيوس ماتيوس هو لاعب كرة قدم برازيلي في مركز الوسط، ولد في 6 يونيو 1994 في البرازيل. لعب مع Nova Iguaçu FC ‏.

## وصلات خارجية
- فينيسيوس ماتيوس على موقع رابطة كرة القدم اليابانية للمحترفين (اليابانية)
- فينيسيوس ماتيوس على موقع قاعدة بيانات كرة القدم.إي يو (الإنجليزية)
- فينيسيوس ماتيوس على موقع Soccerway.com (الإنجليزية)
- فينيسيوس ماتيوس على موقع عالم كرة القدم.نت (الإنجليزية)